# 急性增生性腎小球腎炎
急性增生性腎小球腎炎(Acute proliferative glomerulonephritis)是在腎小球(腎小球腎炎)、或腎小管中所產生的病症。它常見於細菌感染的併發症中，通常是由鏈球菌(膿皰病)所造成的皮膚感染，也可以是链球菌性咽炎所造成的感染，亦被稱為"感染後腎小球腎炎"(postinfectious glomerulonephritis)或鏈球菌感染後腎小球腎炎(poststreptococcal glomerulonephritis)。 它可以是"未來所出現的白蛋白尿"之危險因素。 在成年人中，腎臟問題發生時"急性增生性腎小球腎炎"所感染的症狀和病徵仍然會隨時出現，也會使用這些醫學術語"相關感染的腎小球腎炎"(infection-related glomerulonephritis)或"細菌相關感染的腎小球腎炎"(bacterial infection-related glomerulonephritis)表示之。

## 症狀和病徵
血尿:
- 可以是微觀性的，血尿症狀不是由病人所識別
- 可以是宏觀性的，血尿症狀會導致黑褐色或煙熏尿。
- "弗蘭克血尿"(Frank hematuria)在嚴重的情況下可能發生。

寡尿
- 尿量少於400毫升/天(通常為600至2500毫升/天)。兒童其尿量小於0.5毫升/千克/小時。
- 可能不會被患者所觀察到。

浮腫
- 急性發病。
- 輕度至中重程度。
- 凹陷性水腫。

高血壓
一般情況
- 發熱、頭痛、全身乏力(malaise)、食慾減退、噁心、嘔吐等。
- 臉色等的蒼白起於水腫"及/或"貧血。

急性腎壞死是由於毛細管或毛細管血栓所造成。而經由脫皮造成急性腎小管阻塞。

## 病因
急性增生性腎小球腎炎可以是链球菌性咽炎(鏈球菌性喉炎)和膿皰瘡(impetigo)的併發症。

## 病理生理學

"急性增生性腎小球腎炎"病理生理圖示。

急性增生性腎小球腎炎確切病理仍不清楚，但它被認為是III型超敏反應(Type III hypersensitivity)。免疫複合物(感染過程中形成的抗原-抗體複合物)卡在足細胞足突下面的腎小球基底膜上。這就形成了在光顯微鏡下的起伏顛簸的外觀，及電子顯微鏡上皮下隆起的現象。補體激活導致基底膜的破壞。有的理論提出，從某些"腎毒性鏈球菌感染"(nephrotoxic streptococcal infection)的"特異性抗原"(specific antigen)具有基底膜蛋白的親和性高，從而產生了特別嚴重的、持久的抗體反應。

## 診斷
診斷很少需要腎活檢(renal biopsy)，因為通常有一個傳統的臨床表現。在血液中有一升高的抗链球菌溶血素O试验(ASO試驗)滴度及"低補體水平"(C3)。

### 水腫的機制
瀰漫增生性腎小球腎炎(DPGN)歸屬於肾炎综合征；因而、經由增加靜水壓力會導致水腫，及流體超負荷繼發性炎症損傷。腎炎綜合徵的例子包括：DPGN、IgA腎病、狼瘡性腎炎，及MPGN。
低白蛋白血症是腎病症候群水腫的原因(其特徵在於大量蛋白尿、大於<3.5克/天>)。實例包括：微小病變(MCD)、膜性腎小球腎炎(MGN)、局灶節段性腎小球硬化症(FSGS)、狼瘡、澱粉樣變、糖尿病等。

### 鑑別診斷
1. "急性腎小球腎炎"的其他原因：
  - IgA腎病
  - 狼瘡性腎炎
  - 1型膜增生性腎炎
  - 細菌性心內膜炎(endocarditis)
  - 分流腎炎(Shunt nephritis)
  - 冷沉澱球蛋白血症(Cryoglobulinemia)
2. 腎病綜合徵
3. 全身水腫的其他原因：
  - 營養不良
  - 吸收不良
  - 腎波及緣故
  - 肝細胞衰竭
  - 右側心臟衰竭
  - 血管性水腫(Angioedema)
4. 血尿的其他原因

## 併發症
急性增生性腎小球腎炎可能發生的併發症包括腎功能衰竭以及高血壓腦病(hypertensive encephalopathy)。

## 流行病學
急性腎小球腎炎在2010年導致約84,000人死亡、於1990年約135,000人死亡。

## 外部連結
- Post-infectious glomerulonephritis （页面存档备份，存于） - Mayo Clinic
- Group A Streptococcal Infections （页面存档备份，存于） - 国立过敏及传染病研究所（英语：National Institute of Allergy and Infectious Diseases）